# Op hoop van zegen (musical)
Op hoop van zegen is een Nederlandse musical uit 2008, die is gebaseerd op het gelijknamige toneelstuk van Herman Heijermans uit 1900. De musical gaat over de zware omstandigheden van de vissers en hun familie die slechts instrumenten waren in de handen van rijke bazen uit de bovenlaag.
Oorspronkelijk zou de rol van reder Bos worden gespeeld door Jos Brink, maar na diens overlijden werd Ben Cramer voor de rol aangetrokken.
Na een serie try-outs, begonnen op 21 november 2008 in Beverwijk, ging de musical op 7 december 2008 in première in Zaandam. Producenten waren Ruud de Graaf en Hans Cornelissen met hun productiebedrijf De Graaf & Cornelissen Producties B.V./De Graaf & Cornelissen Entertainment. Vanwege het succes in het seizoen 2008-09 was de musical van 19 september 2009 tot en met 19 oktober 2009 opnieuw te zien in de Nederlandse theaters.

## Creatives
- Script: Allard Blom en Paul van Ewijk
- Liedteksten: Allard Blom
- Muziek: Tom Bakker
- Regie: Paul van Ewijk
- Muzikale leiding: Franc Pappot
- Decor- en kostuumontwerp: Arno Bremers
- Lichtontwerp: Coen van der Hoeven

## Rolverdeling
| Rol                 | Cast 2008-2009               | Cast 2019          |
| ------------------- | ---------------------------- | ------------------ |
| Kniertje            | Ellen Pieters                | Mariska van Kolck  |
| reder Clemens Bos   | Ben Cramer                   | Bill van Dijk      |
| Mathilde Bos/ Truus | Metta Gramberg, Kiki Classen | Joke de Kruijf     |
| Clementine Bos      | Mieke Dijkstra               | Bernice Havenaar   |
| Jo                  | Hilke Bierman                | Linda Verstraten   |
| Geert               | Charly Luske                 | Gijs Stallinga     |
| Barend              | Job Bovelander               | Robin Smits        |
| Cobus & Kaps        | Arie Cupé, Stan Limburg      | Rolf Koster        |
| De Hoop & Saart     | Sanne Bosman                 | Melissa Groeneveld |
| Daan en Simon       | Mark van der Laan            | Stephan Mooijman   |